# W osiemdziesiąt dni dookoła świata
W osiemdziesiąt dni dookoła świata (inne wersje tytułów wydań po polsku: Podróż na około świata w osiemdziesięciu dniach, Podróż naokoło świata w 80-ciu dniach, Podróż naokoło świata w ośmdziesiąt dni, W 80 dni dookoła świata)
(fr. Le tour du monde en quatre-vingt jours) – najpopularniejsza jednotomowa powieść francuskiego pisarza Juliusza Verne’a, która została opublikowana po raz pierwszy w 1872 roku. Należy do cyklu powieściowego Niezwykłe podróże.
Pierwszy polski przekład, dokonany przez Józefa Grajnerta, został wydany w 1873 roku. Tłumaczenie Zbigniewa Florczaka osiągnęło udokumentowany nakład 788620 egzemplarzy.

## Treść

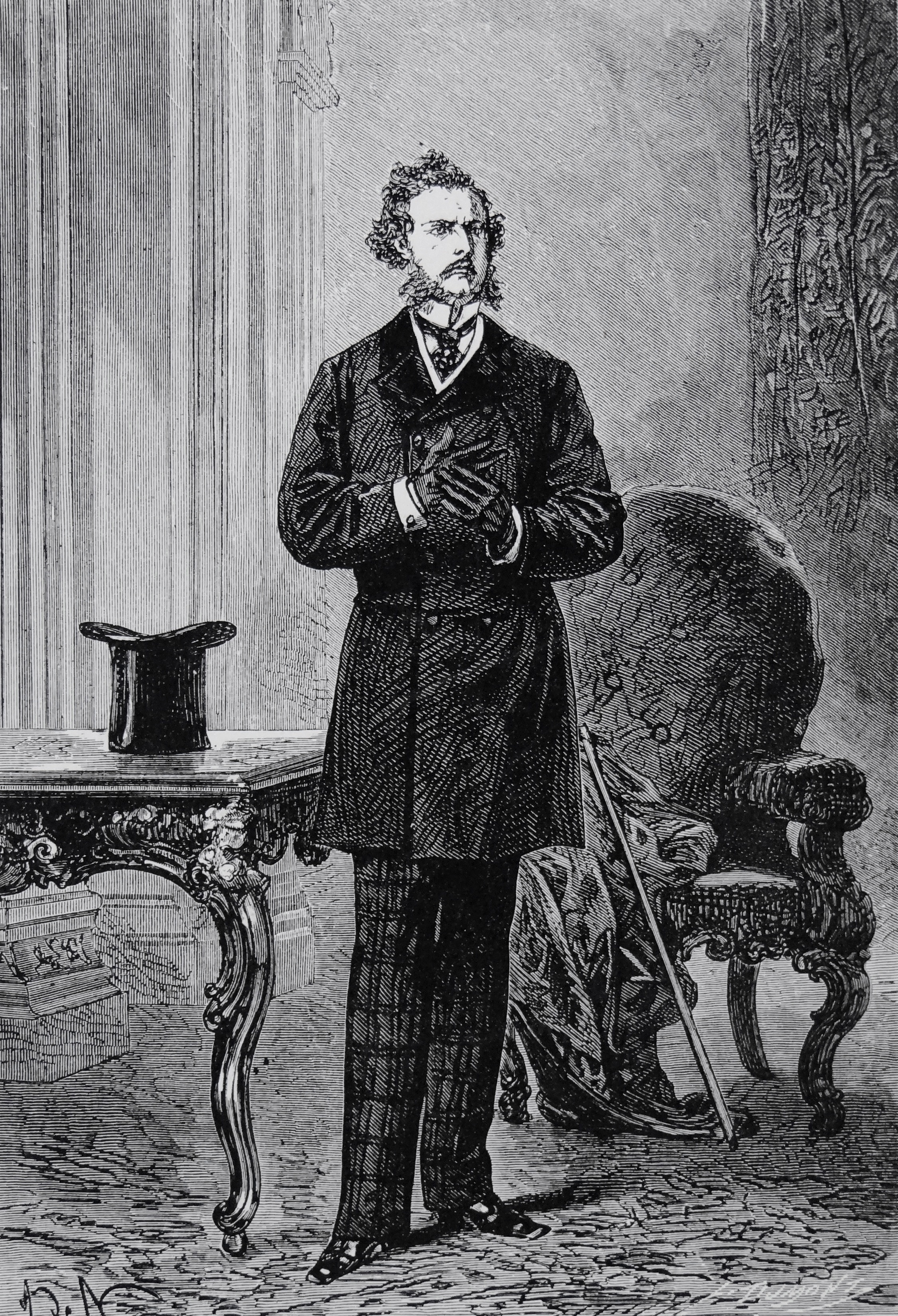
Fileas Fogg.

Głównym bohaterem opowieści jest angielski dżentelmen – Phileas Fogg, znany jako stateczny, bogaty, acz skromny samotnik. Zaskoczeniem dla wszystkich jest zdarzenie, podczas którego zakłada się o 20 tys. funtów szterlingów ze swoimi znajomymi z gry w wista, że objedzie świat wokoło w ciągu 80 dni. W podróż rusza z nowo najętym, francuskim służącym – Passepartout (w przekładach polskich – Obieżyświat). Po piętach depcze im angielski detektyw – Fix, który jest przekonany, że Fileas Fogg jest sprawcą kradzieży znacznej kwoty pieniędzy z londyńskiego banku.

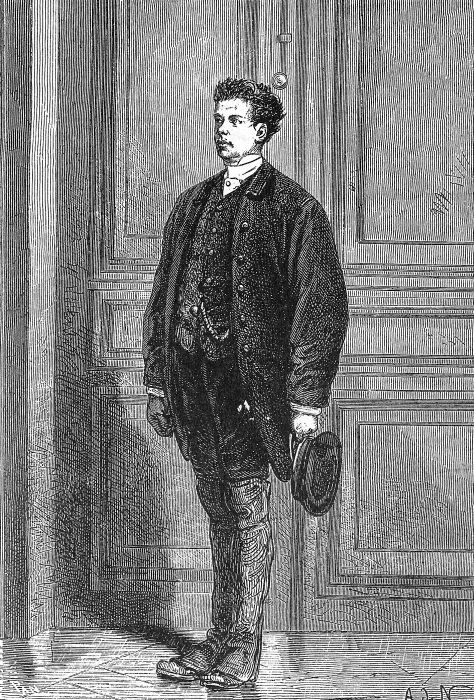
Passepartout (Obieżyświat).

Podróż, odbywana za pomocą wielu środków lokomocji (pociągi, statki parowe, wierzchem na słoniu czy za pomocą bojera), urozmaicona jest przygodami, które utrudniają punktualne dotarcie do celu. Spośród licznych przygód wymienić można uratowanie przez bohaterów Audy, wdowy po hinduskim maharadży od rytuału sati (spalenia na stosie pogrzebowym męża), napad Indian na pociąg w czasie podróży przez Stany Zjednoczone, brak paliwa na statku płynącym do Europy. Również Fix wielokrotnie utrudnia Foggowi podróż, m.in. rozdzielając go na pewien czas ze swoim asystentem.
Ważnym punktem książki jest paradoks czasowy, związany z okrążaniem Ziemi w kierunku wschodnim. Wskutek tego dla podróżnych dni są krótsze. Fogg, licząc kolejne dni podróży, jest przekonany, że wrócił do Anglii w ostatnim dniu. Gdy już na angielskiej ziemi zostaje zatrzymany przez Fixa i spędza ostatnią, kluczową dla wygrania zakładu noc w areszcie, jest pewien, że przegrał zakład. Następnego ranka okazuje się, że prawdziwi złodzieje zostali zatrzymani, a Fogg dowiaduje się, że wskutek podróży na wschód zyskał jeden dzień, dzięki czemu zjawia się w klubie Reforma w oznaczonej godzinie i wygrywa zakład. Książka kończy się małżeństwem Fogga i Audy.

## Bohaterowie

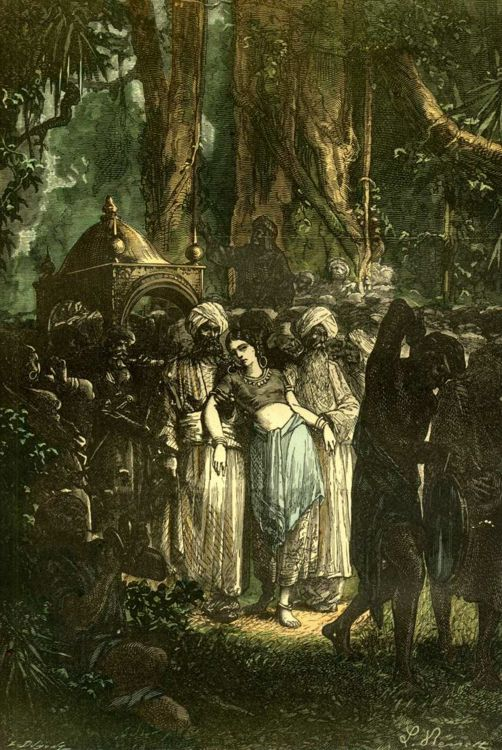
Pani Aouda (Auda).

- Filip Fogg[3] (lub Fileas Fogg, czytaj: Filias Fogg) jest Anglikiem mieszkającym w Londynie przy Saville Row Burlington Gardens pod numerem 7. Nie bywa na giełdzie. Posiada spory majątek. Wygrane z gry w wista przeznacza na cele dobroczynne. Jego ulubionymi zajęciami są: gra w wista oraz czytanie gazet. Zatrudnia zawsze jednego służącego. Jest bardzo dokładny.
- Fix – detektyw tropiący podróżnika, który podejrzewał, że Fogg był poszukiwanym przez Scotland Yard złodziejem, który okradł jeden z londyńskich banków
- Obieżyświat (org.: Passepartout, czytaj: Paspartu)[4], pochodzący z Francji służący Phileasa Fogga. Pracował jako śpiewak, cyrkowiec, nauczyciel gimnastyki, sierżant straży pożarnej.
- Auda (org. Aouda), piękna, mądra, skromna Hinduska, pochodząca z bogatego parsyjskiego rodu kupców w Bombaju. Została uratowana przez Fogga i Obieżyświata z ceremonii sati w Pilladźi, kiedy miała spłonąć na stosie wraz ze swoim zmarłym mężem radżą Bundelkhandu. Podróżowała z nimi aż do Europy.

## Geneza powieści

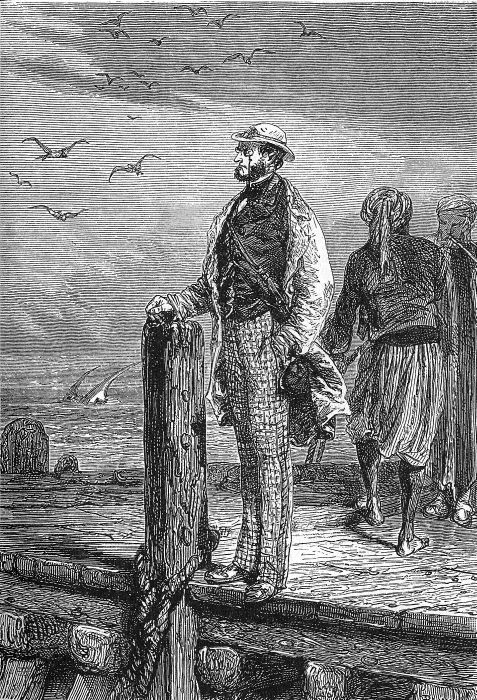
Detektyw Fix.

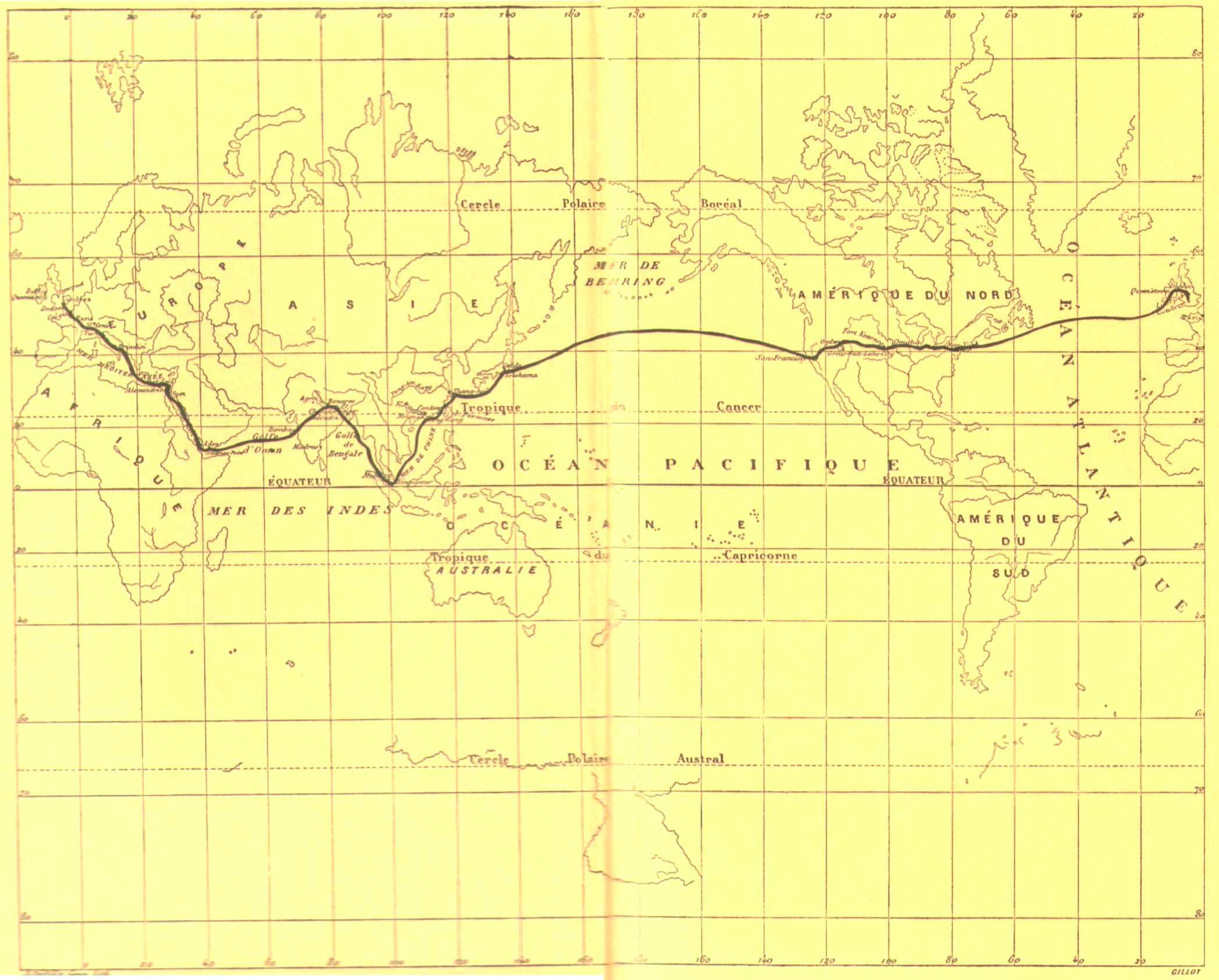
Mapa ilustrująca trasę podróży, umieszczona we francuskim wydaniu.

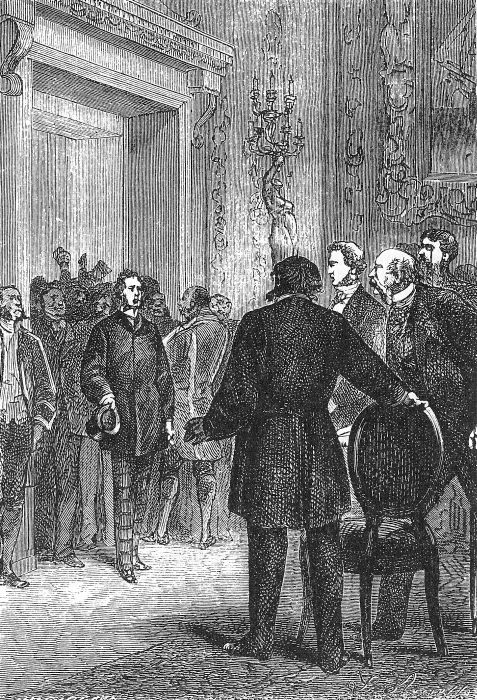
- Oto jestem, panowie. (fr. „Me voici, messieurs”, disait-il.)
Powrót Fileasa Fogga, ilustracja z pierwszego francuskiego wydania z 1872 roku.

Bezpośrednim bodźcem, który skłonił autora do napisania powieści, było otwarcie w 1869 Kanału Sueskiego. Połączył on Morze Śródziemne z Morzem Czerwonym i wyeliminował potrzebę opływania Afryki.
Za życia Verne’a niezwykle popularna (a dla autora dochodowa) była sztuka teatralna na motywach powieści, wystawiana w Paryżu z niezwykłym rozmachem i z udziałem żywych zwierząt (m.in. słonia).

## W kulturze

### Adaptacje filmowe
Pojawiły się liczne adaptacje filmowe, zazwyczaj istotnie różniące się fabułą od literackiego pierwowzoru (np. w filmie Coracciego z 2004 r. głównym bohaterem jest Passepartout, grany przez Jackiego Chana).
- W 80 dni dookoła świata – amerykański film z 1956 roku
- Festiwal bajek (W 80 dni dookoła świata – odcinki 8 i 9) – amerykański serial animowany z 1972 roku
- Dookoła świata z Willym Foggiem – japońsko-hiszpański serial animowany z 1983 roku, w którym postacie są przedstawione jako zwierzęta – Willy Fogg (Phileas Fogg) jest lwem, Rigodon (Passepartout) – kotem, a Romy (Aouda) – panterą
- W 80 dni dookoła świata – amerykański film z 1989 roku
- W 80 dni dookoła świata – film z 2004 roku

### Adaptacje teatralne
Pojawiły się także sceniczne adaptacje książki:
- Tour du monde en quatre-vingts jours (adaptacja: Adolphe d’Ennery, 1874, muzyka: Franz von Suppé) – w Polsce inscenizowana pod tytułem: Podróż na około ziemi w 80 dniach[5][6].
- W 80 dni dookoła świata. Tam i z powrotem – Teatr Śląski, sezon 2015/2016, reż. Robert Talarczyk[7] według scenariusza Roberta Górskiego[8][9]
- W 80 Dni Dookoła Świata – spektakl muzyczny Stowarzyszenia „MusicALL” z 2018 roku[10]